# Formaldehydbonus
Der sogenannte Formaldehydbonus ist eine Bonusvergütung, mit der in Deutschland der Bau und der Betrieb von Biogasanlagen mit einem besonders niedrigen Ausstoß an Formaldehyd gefördert wird. Der Bonus wurde mit der Novelle des Erneuerbare-Energien-Gesetz im Jahr 2009 eingeführt. 
Der Grund für die Einführung dieser Vergütung bezieht sich auf die Einhaltung der Novellierung der Technischen Anleitung Luft (TA Luft). Hierin werden für Kohlenwasserstoffe Grenzwerte vorgeschrieben, welche Biogasanlagen ohne zusätzliche Reinigungsstufe nicht einhalten. Biogasanlagen alter Bauweise emittieren Formaldehyd in Mengen, die über dem zulässigen Grenzwert laut TA-Luft liegen.
Der Ausstoß von Kohlenwasserstoffen wird vom Gesetzgeber limitiert, da diese umweltgefährdend sind und zum Treibhauseffekt beitragen. Zusätzlich steht Formaldehyd im Verdacht, krebserregend zu sein, und ist als gesundheitsschädigend für den Menschen eingestuft. Die Emissionen von Kohlenwasserstoffen können mit verschiedenen technischen Maßnahmen verringert werden. Zur Subventionierung der Umrüstung und als Anreiz für die Anlagenbetreiber wird bei einer nachgewiesenen Minimierung der Schadstoffbelastung eine Vergütung von 1 Cent je Kilowattstunde gezahlt.